# Källby
Källby is een plaats in de gemeente Götene in het landschap Västergötland en de provincie Västra Götalands län in Zweden. De plaats heeft 1551 inwoners (2005) en een oppervlakte van 133 hectare. De plaats ligt aan het Vänermeer.

## Verkeer en vervoer
Bij de plaats loopt de Riksväg 44.